# Grand Prix automobile du Japon 1990
GP précédent GP suivant
Le Grand Prix automobile du Japon 1990 (Fuji Television Japanese Grand Prix). disputé sur le circuit de Suzuka le 21 octobre 1990, est la 499e épreuve du championnat du monde de Formule 1 courue depuis 1950 et la quinzième manche du championnat 1990.
À l'issue de ce Grand Prix remporté par Nelson Piquet, Ayrton Senna est sacré champion du monde pour la deuxième fois de sa carrière. Il scelle son titre en accrochant délibérément son dernier rival pour le titre, Alain Prost sur Ferrari dans le premier virage, juste après le départ, provoquant un double abandon. Le dénouement de la saison est donc le même que l'année précédente (accrochage entre Prost et Senna), mais pour un résultat inverse, puisque c'est Prost qui avait remporté le titre en 1989.

## Classement
| Pos. | No | Pilote             | Écurie            | Tours | Temps/Abandon                      | Grille | Points |
| ---- | -- | ------------------ | ----------------- | ----- | ---------------------------------- | ------ | ------ |
| 1    | 20 | Nelson Piquet      | Benetton-Ford     | 53    | 1 h 34 min 36 s 824 (196,923 km/h) | 6      | 9      |
| 2    | 19 | Roberto Moreno     | Benetton-Ford     | 53    | + 7 s 223                          | 9      | 6      |
| 3    | 30 | Aguri Suzuki       | Lola-Lamborghini  | 53    | + 22 s 469                         | 10     | 4      |
| 4    | 6  | Riccardo Patrese   | Williams-Renault  | 53    | + 36 s 258                         | 8      | 3      |
| 5    | 5  | Thierry Boutsen    | Williams-Renault  | 53    | + 46 s 884                         | 5      | 2      |
| 6    | 3  | Satoru Nakajima    | Tyrrell-Ford      | 53    | + 1 min 12 s 350                   | 14     | 1      |
| 7    | 25 | Nicola Larini      | Ligier-Ford       | 52    | + 1 tour                           | 18     |        |
| 8    | 23 | Pierluigi Martini  | Minardi-Ford      | 52    | + 1 tour                           | 11     |        |
| 9    | 10 | Alex Caffi         | Arrows-Ford       | 52    | + 1 tour                           | 24     |        |
| 10   | 26 | Philippe Alliot    | Ligier-Ford       | 52    | + 1 tour                           | 21     |        |
| Abd. | 11 | Derek Warwick      | Lotus-Lamborghini | 38    | Boîte de vitesses                  | 12     |        |
| Abd. | 12 | Johnny Herbert     | Lotus-Lamborghini | 31    | Moteur                             | 15     |        |
| Abd. | 9  | Michele Alboreto   | Arrows-Ford       | 28    | Moteur                             | 25     |        |
| Abd. | 2  | Nigel Mansell      | Ferrari           | 26    | Transmission                       | 3      |        |
| Abd. | 21 | Emanuele Pirro     | BMS Dallara-Ford  | 24    | Alternateur                        | 19     |        |
| Abd. | 29 | Éric Bernard       | Lola-Lamborghini  | 24    | Fuite d'huile                      | 17     |        |
| Abd. | 24 | Gianni Morbidelli  | Minardi-Ford      | 18    | Sortie de piste                    | 20     |        |
| Abd. | 16 | Ivan Capelli       | Leyton House-Judd | 16    | Moteur                             | 13     |        |
| Abd. | 22 | Andrea De Cesaris  | BMS Dallara-Ford  | 13    | Sortie de piste                    | 26     |        |
| Abd. | 15 | Mauricio Gugelmin  | Leyton House-Judd | 5     | Moteur                             | 16     |        |
| Abd. | 7  | David Brabham      | Brabham-Judd      | 2     | Embrayage                          | 23     |        |
| Abd. | 28 | Gerhard Berger     | McLaren-Honda     | 1     | Sortie de piste                    | 4      |        |
| Abd. | 8  | Stefano Modena     | Brabham-Judd      | 0     | Collision                          | 22     |        |
| Abd. | 1  | Alain Prost        | Ferrari           | 0     | Collision                          | 2      |        |
| Abd. | 27 | Ayrton Senna       | McLaren-Honda     | 0     | Collision                          | 1      |        |
| Np.  | 4  | Jean Alesi         | Tyrrell-Ford      |       | Problème physique                  | 7      |        |
| Nq.  | 14 | Olivier Grouillard | Osella-Ford       |       | Non qualifié                       |        |        |
| Nq.  | 17 | Gabriele Tarquini  | AGS-Ford          |       | Non qualifié                       |        |        |
| Nq.  | 18 | Yannick Dalmas     | AGS-Ford          |       | Non qualifié                       |        |        |
| Nq.  | 31 | Bertrand Gachot    | Coloni-Ford       |       | Non qualifié                       |        |        |

## Pole position et record du tour
- Pole position : Ayrton Senna en 1 min 36 s 996 (vitesse moyenne : 217,456 km/h).
- Meilleur tour en course : Riccardo Patrese en 1 min 44 s 233 au 40e tour (vitesse moyenne : 202,358 km/h).

## Tours en tête
- Gerhard Berger : 1 (1)
- Nigel Mansell : 25 (2-26)
- Nelson Piquet : 27 (27-53)

## Statistiques
Le Grand Prix du Japon 1990 représente :
- le 2e titre de champion du monde pour Ayrton Senna ;
- le 21e victoire pour Nelson Piquet ;
- la 3e victoire pour Benetton en tant que constructeur ;
- la 157e victoire pour Ford-Cosworth en tant que motoriste ;
- l'unique podium pour Roberto Moreno ;
- l'unique podium pour Aguri Suzuki.

Au cours de ce Grand Prix :
- Jean Alesi n'a pas pris le départ car il s'est blessé à l'entraînement le vendredi. Sa position sur la grille restera vide au moment du départ.

## Classements généraux à l'issue de la course
| Pos. | Pilote             | Écurie            | Points |
| ---- | ------------------ | ----------------- | ------ |
| 1    | Ayrton Senna       | McLaren-Honda     | 78     |
| 2    | Alain Prost        | Ferrari           | 69     |
| 3    | Gerhard Berger     | McLaren-Honda     | 40     |
| 4    | Nelson Piquet      | Benetton-Ford     | 35     |
| 5    | Thierry Boutsen    | Williams-Renault  | 32     |
| 6    | Nigel Mansell      | Ferrari           | 31     |
| 7    | Riccardo Patrese   | Williams-Renault  | 22     |
| 8    | Alessandro Nannini | Benetton-Ford     | 21     |
| 9    | Jean Alesi         | Tyrrell-Ford      | 13     |
| 10   | Ivan Capelli       | Leyton House-Judd | 6      |
| 11   | Roberto Moreno     | Benetton-Ford     | 6      |
| 12   | Aguri Suzuki       | Lola-Lamborghini  | 6      |
| 13   | Éric Bernard       | Lola-Lamborghini  | 5      |
| 14   | Derek Warwick      | Lotus-Lamborghini | 3      |
| 15   | Satoru Nakajima    | Tyrrell-Ford      | 3      |
| 16   | Alex Caffi         | Arrows-Ford       | 2      |
| 17   | Stefano Modena     | Brabham-Judd      | 2      |
| 18   | Maurício Gugelmin  | Leyton House-Judd | 1      |

| Pos. | Écurie            | Points |
| ---- | ----------------- | ------ |
| 1    | McLaren-Honda     | 118    |
| 2    | Ferrari           | 100    |
| 3    | Benetton-Ford     | 62     |
| 4    | Williams-Renault  | 54     |
| 5    | Tyrrell-Ford      | 16     |
| 6    | Lola-Lamborghini  | 11     |
| 7    | Leyton House-Judd | 7      |
| 8    | Lotus-Lamborghini | 3      |
| 9    | Arrows-Ford       | 2      |
| 10   | Brabham-Judd      | 2      |